# Pasi Saapunki
Pasi Johannes Saapunki (* 24. Februar 1968 in Kuusamo) ist ein ehemaliger finnischer Nordischer Kombinierer. Er startete 1988 und 1992 für Finnland bei den Olympischen Winterspielen.

## Karriere
Obwohl er noch nie im Weltcup der Nordischen Kombination gestartet war, wurde er vom Suomen Olympiakomitea für die Olympischen Winterspiele 1988 in Calgary nominiert. Gemeinsam mit Jouko Parviainen und Jukka Ylipulli belegte er beim olympischen Teamwettbewerb für Finnland den siebten Platz. Im Einzelwettbewerb belegte er den 15. Platz und war damit der beste Finne. Nach den olympischen Spielen absolvierte er am 25. März 1988 seinen ersten Start bei einem Weltcup. In Rovaniemi belegte er den 15. Platz und sammelte dabei seine ersten Weltcup-Punkte. Am Ende der Saison 1987/88 belegte er mit 2 Punkten in der Gesamtwertung den geteilten 33. Platz.
In der Saison 1989/90 erreichte er im heimischen Lahti seine beste Weltcup-Platzierung. Beim Wettbewerb am 2. März 1990 belegte er den achten Platz. Am Ende der Saison erzielte er zudem sein bestes Ergebnis im Gesamtweltcup mit dem 20. Platz. Im Jahr 1991 startete er gemeinsam mit Sami Kallunki und Jukka Ylipulli beim Mannschaftswettbewerb der Nordischen Skiweltmeisterschaften 1991 in Val di Fiemme. Das Trio belegte am Ende des Wettkampfes den sechsten Platz. Für die Olympischen Winterspiele 1992 wurde er vom Suomen Olympiakomitea nominiert. Während er mit dem Team, das aus ihm, Jouko Parviainen und Jukka Ylipulli bestand, erneut den siebten Platz belegte, reichte es für ihn im Einzelwettbewerb nur für den 20. Platz.